# Dżama’a Islamijja

Flaga dżihadu używana przez Dżama’a Islamijja

Dżama’a Islamijja (Jemaah Islamiah (skrót. JI), Zgromadzenie Islamskie, Dżamāʿat-i Islāmī) – militarna, fundamentalistyczna islamska organizacja terrorystyczna w południowo-wschodniej Azji, która prowadzi walkę w imię utworzenia supermocarstwa w południowej Azji, szczególnie na terenach Indonezji, Singapuru, Brunei, Malezji, południowej Tajlandii i Filipin. Dżama’a Islamijja w j. arabskim oznacza „Islamska Grupa” lub „Islamskie Społeczeństwo” i często używany przez organizację jest skrót JI. Organizacja prowadzi akcje terrorystyczne przeciwko Stanom Zjednoczonym i ich sojusznikom.
Rekrutacja, trenowanie, finansowanie i przeprowadzanie operacji terrorystycznych we współpracy pomiędzy JI i innymi organizacjami terrorystycznymi, takimi jak Al-Ka’ida, Abu Sajjaf, Islamski Front Wyzwolenia Moro (MILF) trwa już od wielu lat do dziś.

## Zamachy terrorystyczne przeprowadzone przez organizację Dżama'a Islamija
O organizacji Dżama’a Islamijja głośno usłyszano po tym, jak przeprowadziła 12 października 2002 roku zamachy bombowe na wyspie Bali, w wyniku którego zginęły lub zostały ranne setki osób. W dwóch atakach, przeprowadzonych przez terrorystów-samobójców, zginęły 202 osoby, głównie australijscy turyści. Po tym ataku amerykański Departament Stanu zaliczył organizację Dżama’a Islamijja do najniebezpieczniejszych organizacji terrorystycznych na świecie. 
Dżama’a Islamijja jest również odpowiedzialna za zamach bombowy w zamach na Hotel Marriot w 2003 w Dżakarcie, w 2004 roku przeprowadziła zamach bombowy na australijską ambasadę w Dżakarcie (w wyniku którego zginęło 9 osób), a w 2005 roku ponownie zaatakowała na wyspie Bali (zginęło wtedy co najmniej 20 osób). JI jest również bezpośrednio lub pośrednio odpowiedzialna za dziesiątki zamachów bombowych w południowym Filipinach, głównie we współpracy z organizacją Abu Sajjaf. Jedną z kluczowych postaci w organizacji Dżama'a Islamija był Muhammad Nur Din Tub (zabity w 2009), który przygotowywał bomby, rekrutował osoby chętne do przeprowadzenia zamachów samobójczych i zdobywał środki na dalszą działalność.